# Indische Cricket-Nationalmannschaft in Sri Lanka in der Saison 2012
Die Tour der indischen Cricket-Nationalmannschaft nach Sri Lanka in der Saison 2012 fand vom 21. Juli bis zum 7. August 2012 statt. Die internationale Cricket-Tour war Bestandteil der Internationalen Cricket-Saison 2012 und umfasste fünf ODIs und ein Twenty20. Indien gewann die ODI-Serie 4–1 und die Twenty20-Serie 1–0.

## Vorgeschichte
Sri Lanka bestritt zuvor eine Tour gegen Pakistan, für Indien war es die erste Tour der Saison. Die letzte Tour der beiden Mannschaften gegeneinander fand in der Saison 2010 in Sri Lanka statt.

## Stadien
Die folgenden Stadien wurden für die Tour als Austragungsort vorgesehen.
| Stadion    | Stadt                                              | Kapazität | Spiele         |
| ---------- | -------------------------------------------------- | --------- | -------------- |
| Colombo    | R. Premadasa Stadium (RPS)                         | 35.000    | 3. & 4. ODI    |
| Hambantota | Mahinda Rajapaksa International Stadium            | 35.000    | 1. & 2. ODI    |
| Kandy      | Muttiah Muralitharan International Cricket Stadium | 35.000    | 5. ODI; 1. T20 |

## Kaderlisten
Indien benannte seinen Kader am 4. Juli 2012.
Sri Lanka benannte seinen Kader am 16. Juli 2012.
| ODI | ODI | Twenty20 | Twenty20 |
| Sri Lanka | Indien | Sri Lanka | Indien |
| --- | --- | --- | --- |
| - Mahela Jayawardene (K) - Angelo Mathews (VK) - Dinesh Chandimal - Tillakaratne Dilshan - Rangana Herath - Chamara Kapugeder - Lasith Malinga - Jeevan Mendis - Thisara Perera - Nuwan Pradeep - Kumar Sangakkara (wk) - Sachithra Senanayake - Upul Tharanga - Lahiru Thirimanne - Isuru Udana | - MS Dhoni (K & wk) - Virat Kohli (VK) - Ravichandran Ashwin - Ashok Dinda - Gautam Gambhir - Zaheer Khan - Vinay Kumar - Pragyan Ojha - Ajinkya Rahane - Suresh Raina - Virender Sehwag - Rahul Sharma - Rohit Sharma - Manoj Tiwary - Umesh Yadav | - Mahela Jayawardene (K) - Angelo Mathews (VK) - Dinesh Chandimal - Tillakaratne Dilshan - Rangana Herath - Chamara Kapugedera - Lasith Malinga - Jeevan Mendis - Thisara Perera - Nuwan Pradeep - Kumar Sangakkara (wk) - Sachithra Senanayake - Upul Tharanga - Lahiru Thirimanne - Isuru Udana | - MS Dhoni (K & wk) - Virat Kohli (VK) - Ravichandran Ashwin - Ashok Dinda - Gautam Gambhir - Zaheer Khan - Vinay Kumar - Pragyan Ojha - Ajinkya Rahane - Suresh Raina - Virender Sehwag - Rahul Sharma - Rohit Sharma - Manoj Tiwary - Umesh Yadav |

## One-Day Internationals

### Erstes ODI in Hambantota
| 21. Juli Scorecard | Hambantota | Indien 314-6 (50)          | – | Sri Lanka 293-9 (50) |
|                    |            | Indien gewinnt mit 21 Runs |   |                      |

Die indischen Spieler und ihr Kapitän Mahendra Singh Dhoni wurden auf Grund zu langsamer Spielweise mit einer Geldstrafe belegt.

### Zweites ODI in Hambantota
| 24. Juli Scorecard | Hambantota | Indien 138 (33.3)               | – | Sri Lanka 139-1 (19.3) |
|                    |            | Sri Lanka gewinnt mit 9 Wickets |   |                        |

### Drittes ODI in Colombo
| 28. Juli Scorecard | Colombo (PSR) | Sri Lanka 286-5 (50)         | – | Indien 288-5 (49.4) |
|                    |               | Indien gewinnt mit 5 Wickets |   |                     |

### Viertes ODI in Colombo
| 31. Juli Scorecard | Colombo (PSR) | Sri Lanka 251-8 (50)         | – | Indien 255-4 (42.2) |
|                    |               | Indien gewinnt mit 6 Wickets |   |                     |

### Fünftes ODI in Kandy
| 4. August Scorecard | Kandy | Indien 294-7 (50)          | – | Sri Lanka 274 (45.4) |
|                     |       | Indien gewinnt mit 20 Runs |   |                      |

Die sri-lankischen Spieler und ihr Kapitän Angelo Mathews  wurden auf Grund zu langsamer Spielweise mit einer Geldstrafe belegt.

## Twenty20 in Kandy
| 7. August Scorecard | Kandy | Indien 155-3 (20)          | – | Sri Lanka 116 (18) |
|                     |       | Indien gewinnt mit 39 Runs |   |                    |

## Statistiken
Die folgenden Cricketstatistiken wurden bei dieser Tour erzielt.
| ODIs                | ODIs       | ODIs    | ODIs    | ODIs    | ODIs    | ODIs    | ODIs    | ODIs    |
| Batting             | Batting    | Batting | Batting | Batting | Batting | Batting | Batting | Batting |
| Spieler             | Mannschaft | Spiele  | Innings | Runs    | Average | HS      | 100s    | 50s     |
| ------------------- | ---------- | ------- | ------- | ------- | ------- | ------- | ------- | ------- |
| Virat Kohli         | Indien     | 5       | 5       | 296     | 74,00   | 128*    | 2       | 0       |
| Gautam Gambhir      | Indien     | 5       | 5       | 258     | 51,60   | 102     | 1       | 2       |
| Kumar Sangakkara    | Sri Lanka  | 3       | 2       | 206     | 103,00  | 133     | 1       | 1       |
| Upul Tharanga       | Sri Lanka  | 5       | 5       | 177     | 44,25   | 59*     | 0       | 2       |
| Suresh Raina        | Indien     | 5       | 5       | 174     | 58,00   | 65*     | 0       | 3       |
| Bowling             |            |         |         |         |         |         |         |         |
| Spieler             | Mannschaft | Spiele  | Overs   | Wickets | Average | BBI     | 5W      | 10W     |
| Irfan Pathan        | Indien     | 5       | 40      | 8       | 26,37   | 5/61    | 1       | 0       |
| Thisara Perera      | Sri Lanka  | 5       | 43      | 8       | 31,25   | 3/19    | 0       | 0       |
| Lasith Malinga      | Sri Lanka  | 5       | 45.3    | 8       | 35,50   | 3/64    | 0       | 0       |
| Angelo Mathews      | Sri Lanka  | 5       | 36.4    | 5       | 33,60   | 3/14    | 0       | 0       |
| Ravichandran Ashwin | Indien     | 5       | 44      | 5       | 39,40   | 2/46    | 0       | 0       |

| Twenty20            | Twenty20   | Twenty20 | Twenty20 | Twenty20 | Twenty20 | Twenty20 | Twenty20 | Twenty20 |
| Batting             | Batting    | Batting  | Batting  | Batting  | Batting  | Batting  | Batting  | Batting  |
| Spieler             | Mannschaft | Spiele   | Innings  | Runs     | Average  | HS       | 100s     | 50s      |
| ------------------- | ---------- | -------- | -------- | -------- | -------- | -------- | -------- | -------- |
| Virat Kohli         | Indien     | 1        | 1        | 68       | 68,00    | 68       | 0        | 1        |
| Suresh Raina        | Indien     | 1        | 1        | 34       |          | 34*      | 0        | 0        |
| Angelo Mathews      | Sri Lanka  | 1        | 1        | 31       | 31,00    | 31       | 0        | 0        |
| Mahela Jayawardene  | Sri Lanka  | 1        | 1        | 26       | 26,00    | 26       | 0        | 0        |
| Ajinkya Rahane      | Indien     | 1        | 1        | 21       | 21,00    | 21       | 0        | 0        |
| Bowling             |            |          |          |          |          |          |          |          |
| Spieler             | Mannschaft | Spiele   | Overs    | Wickets  | Average  | BBI      | 5W       | 10W      |
| Ashok Dinda         | Indien     | 1        | 3        | 4        | 4,75     | 4/19     | 0        | 0        |
| Irfan Pathan        | Indien     | 1        | 4        | 3        | 9,00     | 3/27     | 0        | 0        |
| Shaminda Eranga     | Sri Lanka  | 1        | 4        | 2        | 15,00    | 2/30     | 0        | 0        |
| Jeevan Mendis       | Sri Lanka  | 1        | 2        | 1        | 13,00    | 1/13     | 0        | 0        |
| Ravichandran Ashwin | Indien     | 1        | 4        | 1        | 22,00    | 1/22     | 0        | 0        |
| Umesh Yadav         | Indien     | 1        | 3        | 1        | 24,00    | 1/24     | 0        | 0        |

## Player of the Series
Als Player of the Series wurden die folgenden Spieler ausgezeichnet.
| Serie | Player of the Series |
| ----- | -------------------- |
| ODI   | Virat Kohli          |

### Player of the Match
Als Player of the Match wurden die folgenden Spieler ausgezeichnet.
| Spiel  | Player of the Match |
| ------ | ------------------- |
| 1. ODI | Virat Kohli         |
| 2. ODI | Thisara Perera      |
| 3. ODI | Suresh Raina        |
| 4. ODI | Virat Kohli         |
| 5. ODI | Irfan Pathan        |
| 1. T20 | Irfan Pathan        |